# Jaguar XF
Jaguar XF — люксовый седан бизнес-класса/ спортивный седан, выпускаемый британской автомобилестроительной компанией Jaguar с 2008 года. Является преемником Jaguar S-type. XF был впервые представлен в 2007 на Франкфуртском автосалоне. XF был разработан дизайнерском и конструкторском отделении Jaguar в Уитли (Ковентри, Великобритания) и производится на заводе в Касл Бромвич (Бирмингем, Великобритания). Первые поставки покупателям начались в марте 2008 года. Производство XF закончилось в 2024 году.

## Первое поколение
XF (X250) был доступен в четырехдверном седане и пятидверном универсале, продаваемом как Sportbrake. Выпущенный осенью 2007 года в качестве замены S-Type, XF получил внутреннее обозначение X250. За X250 в 2015 году последовал X260. X250 был первым из Jaguar нового стиля.
XFR-S
Выпускается на базе обновленной XF, в нем используется тот же 5-литровый V8 550-сильный (680 Н·м крутящего момента) двигатель с механическим нагнетателем Roots, что и в XKR-S, что позволяет достичь автомобилю максимальную скорость в 300 км/ч (ограничена электроникой) и обеспечивает разгон до 100 км/ч за 4,6 секунды.
В дизайне отличаются новый передний бампер, который улучшает направление потока воздуха, задний бампер имеет диффузор, задний спойлер устанавливается в качестве дополнительной опции. Также устанавливаются новые амортизаторы с пружинами, которые жестче на 30 % и электронноуправляемый задний дифференциал. Масса составляет 1987 кг.
Также был выпущен универсал XFR-S Sportbrake.

### Двигатели
На автомобиль устанавливают 10 различных вариантов двигателей: 7 бензиновых и 3 дизельных.
|                               | 2.7 D                                | 3.0 D                                | 3.0 D-S                              | 3.0                                 | 4.2                                 | 5.0                                 | 4.2 K                                 | 5.0 K                                    |
| ----------------------------- | ------------------------------------ | ------------------------------------ | ------------------------------------ | ----------------------------------- | ----------------------------------- | ----------------------------------- | ------------------------------------- | ---------------------------------------- |
| Годы производства             | 03/2008-03/2009                      | с 04/2009                            | с 04/2009                            | с 03/2008                           | 03/2008-03/2009                     | с 04/2009                           | 03/2008-03/2009                       | с 04/2009                                |
| Двигатель                     | V6 дизельный с двойным турбонаддувом | V6 дизельный с двойным турбонаддувом | V6 дизельный с двойным турбонаддувом | V6 бензиновый                       | V8 бензиновый                       | V8 бензиновый                       | V8 бензиновый с механическим наддувом | V8 бензиновый с механическим наддувом    |
| Объём, см³                    | 2720                                 | 2997                                 | 2997                                 | 2967 см³                            | 4196                                | 5000 см³                            | 4196                                  | 5000                                     |
| Мощность                      | 152 кВт (207 л. с.) при 4000 об/мин  | 177 кВт (240 л. с.) при 4000 об/мин  | 202 кВт (275 л. с.) при 4000 об/мин  | 175 кВт (238 л. с.) при 6800 об/мин | 219 кВт (298 л. с.) при 6000 об/мин | 283 кВт (385 л. с.) при 6500 об/мин | 306 кВт (416 л. с.) при 6250 об/мин   | 375 кВт (510 л. с.) при 6000-6500 об/мин |
| Крутящий момент               | 435 Н·м при 1900 об/мин              | 500 Н·м при 2000 об/мин              | 600 Н·м при 2000 об/мин              | 293 Н·м при 4100 об/мин             | 411 Н·м при 4100 об/мин             | 510 Н·м при 3500 об/мин             | 560 Н·м при 3500 об/мин               | 625 Н·м при 2500-5500 об/мин             |
| Разгон с места до 100 км/ч, с | 8,2                                  | 7,1                                  | 6,4                                  | 8,3                                 | 6,5                                 | 5,6                                 | 5,4                                   | 4,9                                      |
| Максимальная скорость, км/ч   | 229                                  | 240 (электронное ограничение)        | 250 (электронное ограничение)        | 237                                 | 250 (электронное ограничение)       | 250 (электронное ограничение)       | 250 (электронное ограничение)         | 250 (электронное ограничение)            |
| Расход топлива, л/100 км      | 7,5 Diesel                           | 6,8 Diesel                           | 6,8 Diesel                           | 10,5 Super                          | 11,1 Super                          | 11,1 Super                          | 12,6 Super                            | 12,5 Super                               |
| Выброс CO2, г/км              | 199                                  | 179                                  | 179                                  | 249                                 | 264                                 | 264                                 | 299                                   | 292                                      |
| Масса, кг                     | 1771                                 | 1820                                 | 1820                                 | 1679                                | 1749                                | 1780                                | 1842                                  | 1891                                     |

### Безопасность
В 2010 году Jaguar XF прошёл тестирование по методике EuroNCAP и получил рейтинг 4 балла:
| Euro NCAP                                                             | Euro NCAP | Euro NCAP | Euro NCAP             |
| --------------------------------------------------------------------- | --------- | --------- | --------------------- |
| · общий рейтинг                                                       |           |           |                       |
| 78%                                                                   | 65%       | 43%       | 71%                   |
| взрослый пассажир                                                     | ребёнок   | пешеход   | активная безопасность |
| Протестированная модель: Jaguar XF 3.0 diesel 'Premium Luxury' (2010) |           |           |                       |

## Второе поколение
Второе поколение было представлено в сентябре 2015 года в кузовах седан и универсал.

### Безопасность
| Euro NCAP                                                          | Euro NCAP | Euro NCAP | Euro NCAP             |
| ------------------------------------------------------------------ | --------- | --------- | --------------------- |
| · общий рейтинг                                                    |           |           |                       |
| 92%                                                                | 84%       | 80%       | 83%                   |
| взрослый пассажир                                                  | ребёнок   | пешеход   | активная безопасность |
| Протестированная модель: Jaguar XF 2.0 diesel Prestige, RHD (2015) |           |           |                       |